# بابل‌پشت
بابل‌پشت، روستایی است از توابع بخش مرکزی شهرستان بابلسر در استان مازندران ایران.

## جمعیت
این روستا در دهستان بابلرود قرار داشته و براساس آخرین سرشماری مرکز آمار ایران که در سال ۱۳۸۵ صورت گرفته، جمعیت آن ۱۴۵۵نفر (۳۹۳خانوار) بوده‌است.